# روکنشتول
روکنشتول (به آلمانی: Rockenstuhl) یک روستا در آلمان است که در تورینگن واقع شده‌است. روکنشتول ۱٬۳۴۷ نفر جمعیت دارد.